# Werner Bäckström
Werner Bäckström (i riksdagen kallad Bäckström i Bjurholm, senare Bäckström i Teg), född 24 september 1866 i Nederkalix socken, död 3 december 1928 i Stockholm, var en svensk folkskollärare och politiker (liberal). 
Werner Bäckström, som var son till en lantbrukare, avlade examen som folkskollärare, kyrkosångare och organist i Härnösands församling 1888 och tjänstgjorde därefter i Gyljens bruk i Överkalix 1888–1891 och i Bjurholms församling från 1891 och framåt. I Bjurholms landskommun var han kommunalstämmans ordförande och åren 1919–1926 kommunalfullmäktiges ordförande. Han var senare ordförande i Tegs municipalstämma. Förutom sitt politiska engagemang hade han även uppdrag på regional nivå i blåbandsrörelsen.
Han var riksdagsledamot i andra kammaren 1912–1928, fram till 1921 för Västerbottens läns södra valkrets och från 1922 för Västerbottens läns valkrets. Som kandidat för Frisinnade landsföreningen tillhörde han dess riksdagsgrupp Liberala samlingspartiet, efter den liberala partisplittringen ersatt av Frisinnade folkpartiet. I riksdagen var han bland annat ordförande i andra kammarens fjärde tillfälliga utskott från höstriksdagen 1914 till 1917. Han var främst engagerad i skolfrågor, men arbetade också för införandet av kommunal skatteutjämning för att bryta "det mångenstädes abnormt höga skattetrycket".